# Medwayella angustata
Medwayella angustata är en loppart som beskrevs av Hamilton Paul Traub 1972. Medwayella angustata ingår i släktet Medwayella och familjen Stivaliidae. Inga underarter finns listade i Catalogue of Life.